# Chodków Stary
Chodków Stary (1968–2000 Stary Chodków} – wieś w Polsce położona w województwie świętokrzyskim, w powiecie sandomierskim, w gminie Łoniów.
W latach 1954–1972 wieś należała i była siedzibą władz gromady Chodków. W latach 1973–76 w gminie Baranów Sandomierski, w latach 1977–82 w gminie Koprzywnica.
W latach 1975–1998 miejscowość administracyjnie należała do województwa tarnobrzeskiego.
Miejscowa ludność katolicka przynależy do Parafii św. Józefa w Chodkowie Nowym.

## Historia
Wieś wymieniana w Słowniku geograficznym Królestwa Polskiego i innych krajów słowiańskich w dwóch tomach pod koniec XIX wieku i na początku XX wieku.

CHODKÓW, obacz Chotków.
CHOTKÓW (alias CHODKÓW), wieś i folwark poduchowne, nad rzeką Wisłą, powiat sandomierski, gmina i parafia Łoniów. W 1827 roku było tu 28 domów i 113 mieszkańców, obecnie (tj. w 1880 roku) liczy 32 domy, 208 mieszkańców; 394 mórg ziemi dworskiej i 138 mórg (ziemi) włościańskiej.

Bronisław Chlebowski, Słownik geograficzny Królestwa Polskiego..., t. I.

CHODKÓW, obacz Chotków.
CHOTKÓW (alias CHODKÓW), w dokumentach Chotcow, wieś, powiat sandomierski. Nadany (w) roku 1257 klasztorowi w Zawichoście. W roku 1373 otrzymuje prawo niemieckie. (Kodex Małopolski, I, 53, 379). W połowie XV wieku wieś ma 6 do 8 łanów kmiecych, 3 zagrodników z rolą, karczmę, folwark. Kmiecie dają dziesięcinę (do 9 grzywien) altaryi św. Wawrzyńca w Sandomierzu. (Liber Beneficiorum, I, 388).

Bronisław Chlebowski, Słownik geograficzny Królestwa Polskiego..., t. XV, cz. I.

Urodził się tu Marian Skowron  – porucznik piechoty Wojska Polskiego, cichociemny.

## Geografia
W XIX-wiecznym Chodkowie umiejscowione było małe jeziorko Łacha – znane nam z oryginalnego opisu Ludwika Wolskiego z 1851 roku.

Jeziora w Królestwie Polskiém. (...) Jeziora Gubernii Radomskiéj. (...) Powiat Sandomierski.
Wszystkie jeziora powiatu tego leżą nad samą rzeką Wisłą lub w niewielkiéj od niéj odległości.
(...) We wsi i gminie Chodków znajduje się jezioro pod nazwiskiem Łacha. Położone na płaszczyźnie rozległéj, w miejscu otwartém, ma obszerności morgów 3, głębokości stóp 12. Grunta nadbrzeżne są urodzajne, twarde. Kommunikacyą ma z rzeką Wisłą, od któréj tylko o kilkanaście kroków jest oddalone. Źródeł mineralnych nie ma. Woda czysta, słodka. Użytków z jeziora żadnych, gdyż połów ryb z powodu wielkiéj głębokości wody i znajdujących się w niéj drzew, przez powodzie naniesionych, jest niepodobny.
(...) Z wyliczenia takowego wypada, że w gubernii radomskiéj jest w ogóle jezior 59, rozległość ich włók 15, morgów 27; w tym: w powiecie sandomierskim jezior 31, rozległość ich włók 11, morgów 7. Wszystko to są jeziora mniejszéj wielkości; największe z nich Kozłowy dół ma obszerności morgów 70, po nim idzie Krzcińskie – morgów 50, daléj Słoniawa i Przewłockie po morgów 30; inne coraz mniejsze.

Ludwik Wolski, Biblioteka Warszawska. Pismo poświęcone naukom, sztukom i przemysłowi, t. I.